# Niżnia Liptowska Ławka
Niżnia Liptowska Ławka (słow. Nižná liptovská lávka, niem. Untere Liptauer Bank, węg. Alsó-Liptói-Őrszem-nyereg) – położona na wysokości około 2035 m przełęcz w grani głównej Tatr, między dwoma skalistymi czubami: Wyżnim Kosturem (Vyšný kostúr, ok. 2083 m n.p.m.) a Niżnim Kosturem (Nižný kostúr, ok. 2055 m n.p.m.) w grani Liptowskich Murów. Przez szczyty te oraz przełęcz przebiega granica polsko-słowacka, a przy tym także granica Liptowa i Podhala (stąd „liptowskie” nazewnictwo).
Przełączka jest jedną z dwóch Liptowskich Ławek – Wyżni Kostur jest oddzielony Wyżnią Liptowską Ławką od głównego wierzchołka masywu Szpiglasowego Wierchu. Jest to przełączka trawiasta. Na północny wschód na Czerwony Piarg Szpiglasowej Kotlinki w Dolinie Pięciu Stawów Polskich opada z niej trawiasty żlebek. Trawiaste zbocza południowo-zachodnie opadają do Doliny Ciemnosmreczyńskiej, odgałęzienia Doliny Koprowej.
Pierwsze znane przejście: Mór Déchy, Ján Ruman Driečny (młodszy), Martin Spitzkopf, 4 września 1874 r. Zimą na przełęczy byli przy okazji przechodzenia grani Liptowskich Murów Adam Karpiński i Wilhelm Smoluchowski 8 kwietnia 1925 r.

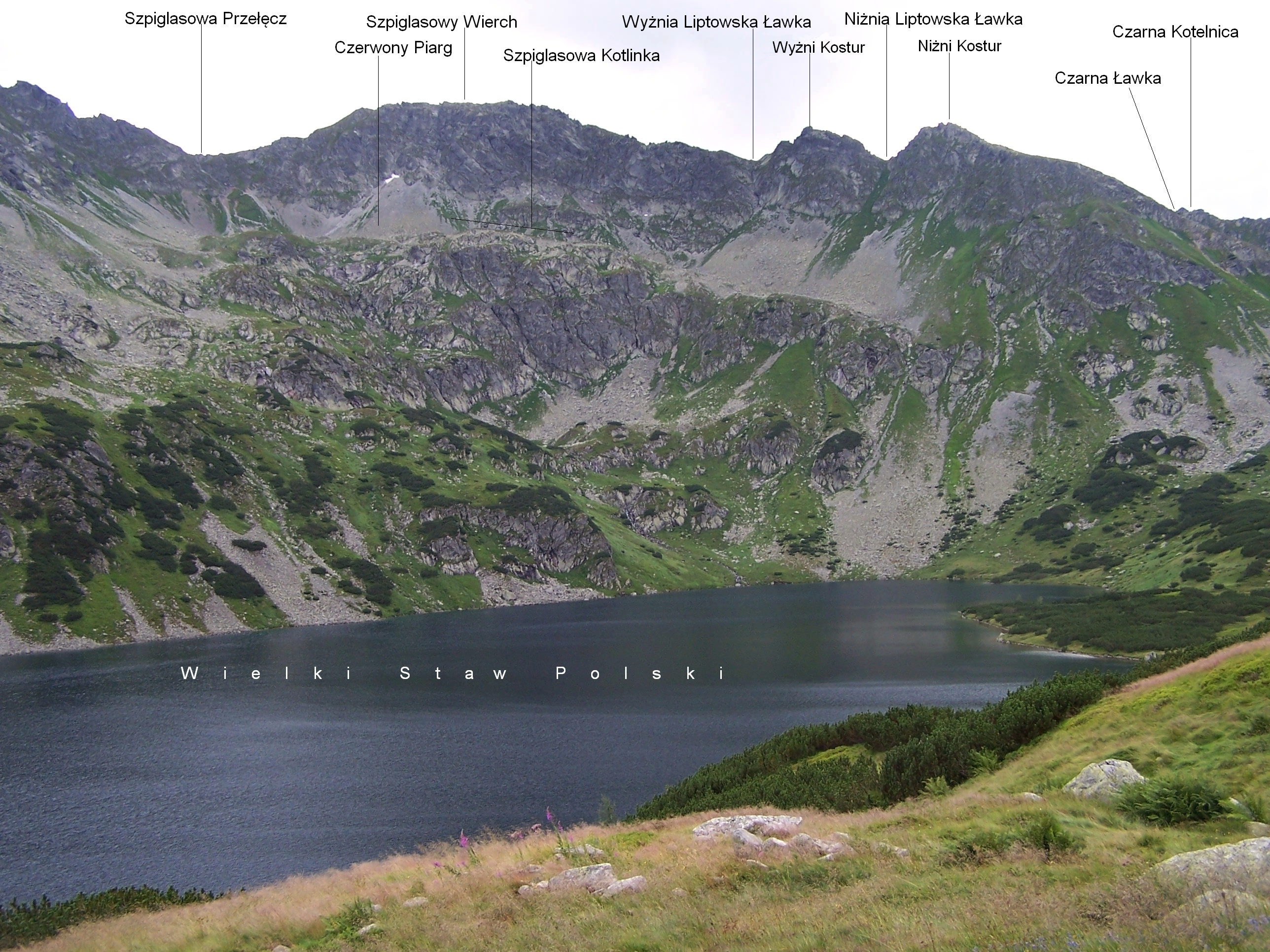